# Dead End (film, 1977)
Pour les articles homonymes, voir Dead End.
Pour plus de détails, voir Fiche technique et Distribution.
Dead End (Bon Bast) est un film dramatique iranien écrit et réalisé par Parviz Sayyad et sorti en 1977.
Le film est présenté au 10e Festival international du film de Moscou, où Mary Apick remporte le prix de la meilleure actrice.

## Distribution
- Mary Apick :
- Parviz Bahador :
- Apik Youssefian : la mère
- Bahman Zarrinpour : le frère
- Mansooreh Shadmanesh :